# Villagarcía del Llano
Villagarcía del Llano község Spanyolországban, Cuenca tartományban. Villagarcía del Llano Quintanar del Rey, Villanueva de la Jara, Iniesta, Ledaña, Navas de Jorquera, Madrigueras és Tarazona de la Mancha községekkel határos. Lakosainak száma 757 fő (2024).

## Népesség
A település népessége az utóbbi években az alábbiak szerint változott:
| Lakosok száma | 967  | 939  | 917  | 868  | 825  | 808  | 774  | 759  | 719  | 757  |
|               | 2001 | 2004 | 2006 | 2009 | 2011 | 2014 | 2016 | 2019 | 2021 | 2024 |